# 崔西·龐德

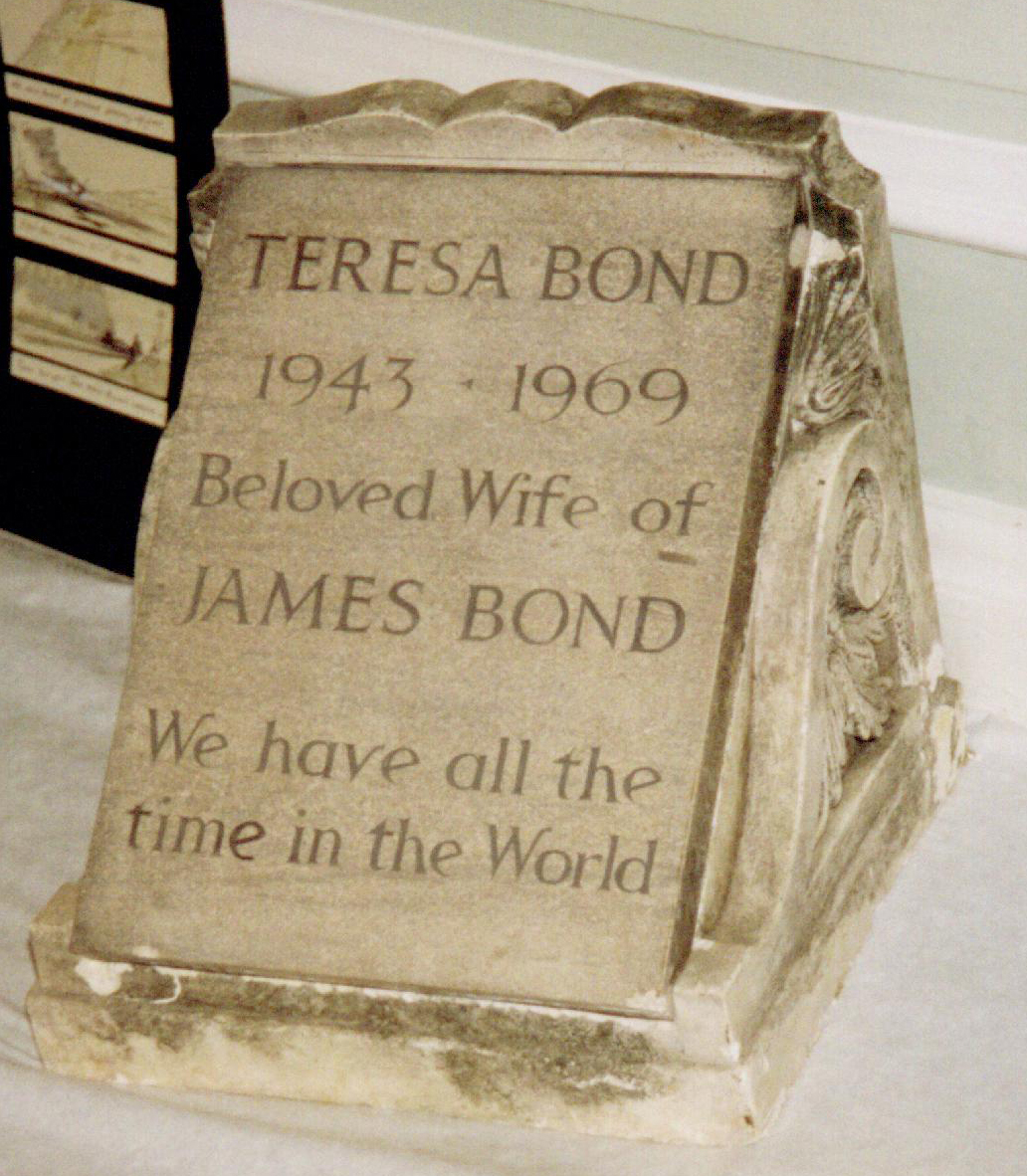
崔西·龐德的墓碑（攝於1992年占士邦博覽會）

崔西·龐德，全名：特蕾莎·「崔西」·龐德（Teresa "Tracy" Bond），娘家姓：德拉科（Draco），前稱：崔西·迪·維森佐（Tracy Di Vicenzo），1963年占士邦小說《女王密使》中的虛構角色，是首個下嫁給占士邦的邦德女郎。於1969年的同名電影，該角色由戴安娜·瑞格飾演。
有人認為，崔西·龐德的創作靈感來自占士邦小說的作者伊恩·弗萊明與穆里爾·賴特（Muriel Wright）在第二次世界大戰時期的戀情，他們是在奧地利基茨比厄爾滑雪時認識的。1944年，賴特在納粹德國轟炸倫敦中去世，弗萊明將悲痛的情緒投射到占士邦對特蕾西意外死亡的感受，在隨後的小說和電影改編中都有深遠的影響。
崔西是小說中反派科西嘉聯盟（Unione Corse）頭目馬克-安吉·德拉科（Marc-Ange Draco）的獨生女。她的前夫意大利貴族朱利奧·迪·維森佐伯爵（Count Giulio di Vicenzo）收到老丈人的一筆錢後與她和離。及後，朱利奧與他的情婦在駕駛瑪莎拉蒂期間車禍死亡。崔西的兒子亦因為腦膜炎去世。崔西憶子成狂，試圖在葡萄牙海邊自殺被占士邦所救。二人最終墮入愛河。在結婚當日，他們遭到魔鬼黨的偷襲，崔西遇害身亡。